# ATP Challenger Torino
L'ATP Challenger Torino è stato un torneo professionistico di tennis giocato su campi in terra rossa. Faceva parte dell'ATP Challenger Tour ed era dotato di un montepremi di 42 500 dollari. Si è giocato al Monviso Sporting Club di Grugliasco, nella città metropolitana di Torino, dal 2015 e al 2016.

## Albo d'oro

### Singolare
| Anno | Campione         | Finalista           | Punteggio     |
| ---- | ---------------- | ------------------- | ------------- |
| 2016 | Gastão Elias     | Enrique López-Pérez | 3–6, 6–4, 6–2 |
| 2015 | Marco Cecchinato | Kimmer Coppejans    | 6–2, 6–3      |

### Doppio
| Anno | Campioni                              | Finalisti                       | Punteggio            |
| ---- | ------------------------------------- | ------------------------------- | -------------------- |
| 2016 | Andrej Martin Hans Podlipnik-Castillo | Rameez Junaid Mateusz Kowalczyk | 4–6, 7–6(3), [12–10] |
| 2015 | Wesley Koolhof Matwé Middelkoop       | Dino Marcan Antonio Šančić      | 4–6, 6–3, [10–5]     |